# Michał Jeliński

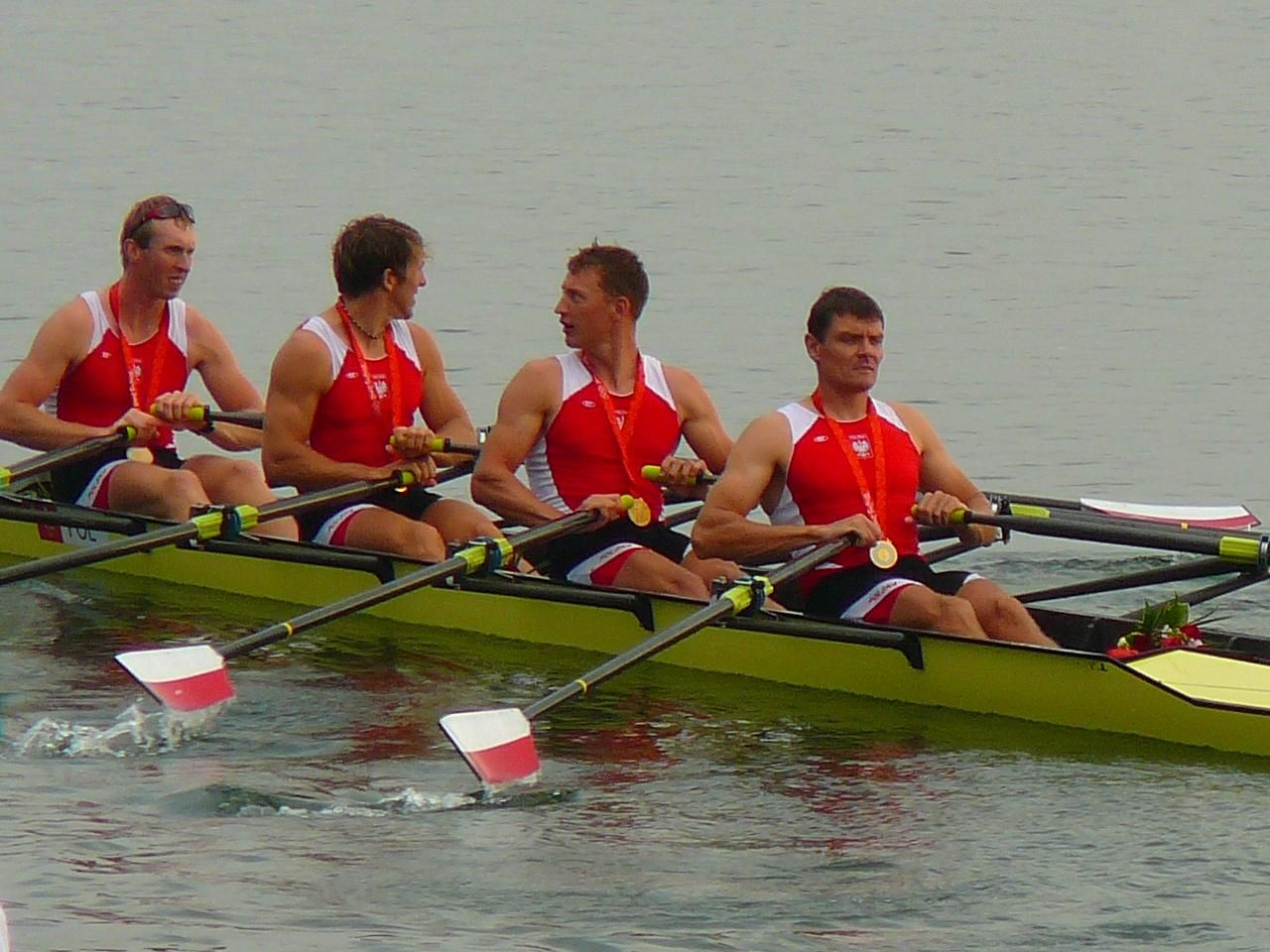
Der Polnische Doppelvierer 2008 in Peking: Konrad Wasielewski, Marek Kolbowicz, Michał Jeliński, Adam Korol (von links nach rechts)

Michał Jeliński (* 17. März 1980 in Gorzów Wielkopolski) ist ein polnischer Ruderer, der 2008 bei den Olympischen Spielen in Peking olympisches Gold im Doppelvierer gewann.
Bei den Olympischen Spielen 2004 in Athen startete Jeliński im Doppelzweier, schied aber im Hoffnungslauf aus. 2005 rückte Jeliński zusammen mit Konrad Wasielewski in den polnischen Doppelvierer, mit dem Adam Korol und Marek Kolbowicz 2004 bereits Olympiavierte geworden waren. Nach einem dritten und einem zweiten Platz im Ruder-Weltcup gewann das Boot bei den Weltmeisterschaften in Gifu den Titel. 2006 gewann das Boot beim Weltcup in München und in Posen und verteidigte bei den Ruder-Weltmeisterschaften 2006 in Eton erfolgreich den Titel. 2007 gelang dem Vierer nach Weltcupsiegen in Linz und Amsterdam bei den Ruder-Weltmeisterschaften 2007 in München der dritte Titelgewinn in Folge. Auch 2008 war der polnische Vierer stets vorn dabei, beim Weltcup folgte auf den Sieg in München, der zweite Platz in Luzern und ein dritter Platz in Posen. Bei den Olympischen Spielen in Peking konnte sich der polnische Vierer letztlich deutlich von den anderen Booten absetzen und gewann mit über zwei Sekunden Vorsprung vor den Booten aus Italien und Frankreich.
Nach dem Sieg bei den Ruder-Weltmeisterschaften 2009 und bei den Ruder-Europameisterschaften 2010 konnte der polnische Doppelvierer seine Dominanz nicht halten, das Boot belegte bei den Weltmeisterschaften den vierten Rang.